# دربند (ناحیه کیچ)
دربند (به انگلیسی: Darband) یک منطقهٔ مسکونی در پاکستان است که در ایالت بلوچستان واقع شده‌است. دربند ۷۱۰ متر بالاتر از سطح دریا واقع شده‌است.